# Sylvester Filleböck

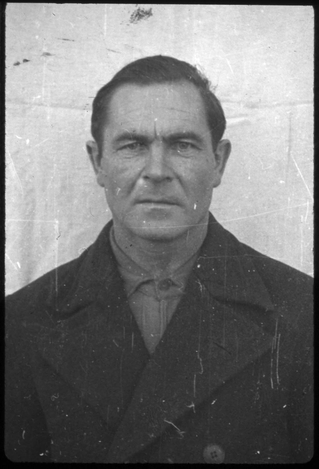
Sylvester Filleböck in amerikanischer Internierung. Aufnahme von 1945.

Sylvester Filleböck (* 16. Juni 1896 in Pfronten; † 23. September 1957 in München) war ein deutscher SS-Untersturmführer und als Versorgungsoffizier im KZ Dachau eingesetzt.

## Biografie
Filleböck war verheiratet und Vater zweier Kinder. Während des Ersten Weltkrieges war er von 1916 bis 1918 als Soldat eingesetzt. Anschließend arbeitete Filleböck in einer Fabrik, wo er später Vorarbeiter wurde. Er trat zum 1. Februar 1932 der NSDAP bei (Mitgliedsnummer 865.608). Nach seinem zum 1. Januar 1932 erfolgten Eintritt in die SS (SS-Nummer 25.250) war er von 1933 bis 1941 im KZ Dachau Verwalter des Lebensmitteldepots. Anschließend leitete dort er die Häftlingsküche bis Ende April 1945. Sein direkter Vorgesetzter war Friedrich Wetzel. Im September 1944 soll Filleböck an der Erschießung von 90 sowjetischen Häftlingen teilgenommen haben. Zum 9. November 1944 wurde er zum Untersturmführer befördert.
Am 15. November 1945 wurde Filleböck im Dachau-Hauptprozess, der im Rahmen der Dachauer Prozesse stattfand, aufgrund der Anklage von Kriegsverbrechen vor ein amerikanisches Militärgericht gestellt. Am 13. Dezember 1945 wurde Filleböck mit 35 weiteren Mitangeklagten durch das amerikanische Militärgericht zum Tod durch den Strang verurteilt, das Urteil wurde jedoch später auf eine zehnjährige Haftstrafe reduziert. Filleböck wurde im Kriegsverbrechergefängnis Landsberg inhaftiert und im Januar 1952 aus der Haft entlassen. Über seinen weiteren Lebensweg ist nichts bekannt.